# Thizay (Indre)

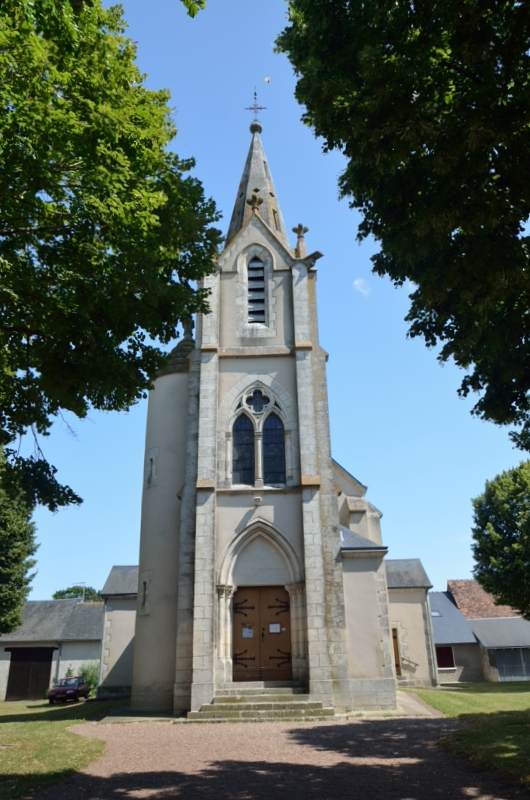
Kerk

Thizay is een gemeente in het Franse departement Indre (regio Centre-Val de Loire) en telt 255 inwoners (2005). De plaats maakt deel uit van het arrondissement Issoudun.

## Geografie
De oppervlakte van Thizay bedraagt 16,9 km², de bevolkingsdichtheid is 15,1 inwoners per km².
De onderstaande kaart toont de ligging van Thizay (Indre) met de belangrijkste infrastructuur en aangrenzende gemeenten.

## Demografie
Onderstaande figuur toont het verloop van het inwonertal (bron: INSEE-tellingen).